# Johann Anton Krauss
Johann Anton Krauss (ur. 1728, zm. 1795 w Jasovie) – niemiecki rzeźbiarz okresu późnego baroku, działający głównie na Węgrzech.

## Życiorys
Początkowy okres jego życia oraz początki twórczości są mało znane. Około roku 1761-1762 pojawił się na ówczesnych Górnych Węgrzech, gdzie wraz z innymi artystami, m.in. Johannem L. Krackerem i Johannem Hennevogelem brał udział w dekoracji wnętrz kościoła klasztoru premonstratensów w Jasovie, wzniesionego według planów Franza A. Pilgrama. Tu powstało jego największe dzieło – zespół wielkich, pełnoplastycznych rzeźb z białego stiuku, przedstawiających św. Rocha, św. Mikołaja, św. Ambrożego, św. Sebastiana, św. Jakuba Apostoła i św. Hermanna Józefa ze Steinfeld, który uzupełniają tabernakulum, drewniana, pozłacana, dekoracyjna podstawa pulpitu oraz figury świętych Stefana i Emeryka na fasadzie kościoła. Z zapisów w zachowanej umowie artysty wynika również, że Kraus był także twórcą wspaniałego, wykonanego z marmuru i stiuku głównego ołtarza w kościele minorytów w Egerze (1769–1770). Jest on też znany jako autor posągów świętych Stefana i Władysława z głównego ołtarza w kościele parafialnym p.w. św. Michała Archanioła w Skalicy (1777).
Wiele z jego późniejszych dzieł rzeźbiarskich, utrzymanych już w znacznie bardziej stonowanych formach, nawiązujących już do klasycyzmu, można znaleźć w wielu miejscowościach między Jasovem a Koszycami. Należą tu m.in. rzeźby w kościołach parafialnych w miejscowościach Vyšný Medzev (1778),  Rudník (1780–1781) i Myslava (dziś w granicach Koszyc, lata 1790), jak również kamienny wystrój rzeźbiarski fasady oraz balustrady w koszyckim ratuszu (wczesne lata 1780).